# Olivetti PC 1
Olivetti PC 1 (PC 1) је кућни рачунар, производ фирме Оливети (Olivetti) који је почео да се израђује у Италији током 1988. године.
Користио је Nec V40 као централни микропроцесор а РАМ меморија рачунара PC 1 је имала капацитет од 512 KB (до 640 KB). 
Као оперативни систем кориштен је MS DOS.

## Детаљни подаци
Детаљнији подаци о рачунару PC 1 су дати у табели испод.
|                       |                                                                        |
| [ 1 ]                 |                                                                        |
| Произвођач            | Оливети                                                                |
| Тип                   | кућни рачунар                                                          |
| Меморија              | 512 (до 640 )                                                          |
| Поријекло             | Италија                                                                |
| Година                | 1988                                                                   |
| Тастатура             | Пуни помак, 82 тастера са 10 функцијских тастера и нумеричка тастатура |
| Процесор              |                                                                        |
| Фреквенција процесора | 4,77 / 8                                                               |
| RAM                   | 512 (до 640 )                                                          |
| ROM                   | непознато                                                              |
| Текст                 | 40 x 25 / 80 x 25                                                      |
| Графика               | CGA графички модови : 320 x 200 / 640 x 200                            |
| Боја                  | 4                                                                      |
| Звук                  | генератор тона                                                         |
| Димензије             | 39 (ширина) x 31 (дубина) x 9 (висина) .                               |
| Портови               |                                                                        |
| Оперативни систем     |                                                                        |